# Conchylia albata
Conchylia albata är en fjärilsart som beskrevs av Antonius Johannes Theodorus Janse 1934. Conchylia albata ingår i släktet Conchylia och familjen mätare. Inga underarter finns listade i Catalogue of Life.